# Limnoria antarctica
Limnoria antarctica är en kräftdjursart som beskrevs av Pfeffer 1887. Limnoria antarctica ingår i släktet Limnoria och familjen borrgråsuggor. Inga underarter finns listade i Catalogue of Life.